# Tetraria pubescens
Tetraria pubescens är en halvgräsart som beskrevs av Selmar Schönland och William Bertram Turrill. Tetraria pubescens ingår i släktet Tetraria och familjen halvgräs. Inga underarter finns listade i Catalogue of Life.